# Reggenza delle Isole Pangkajene
La reggenza delle Isole Pangkajene (in indonesiano: Kabupaten Pangkajene Dan Kepulauan) è una reggenza dell'Indonesia, situata nella provincia di Sulawesi Meridionale.